# Les Classiques des sciences sociales

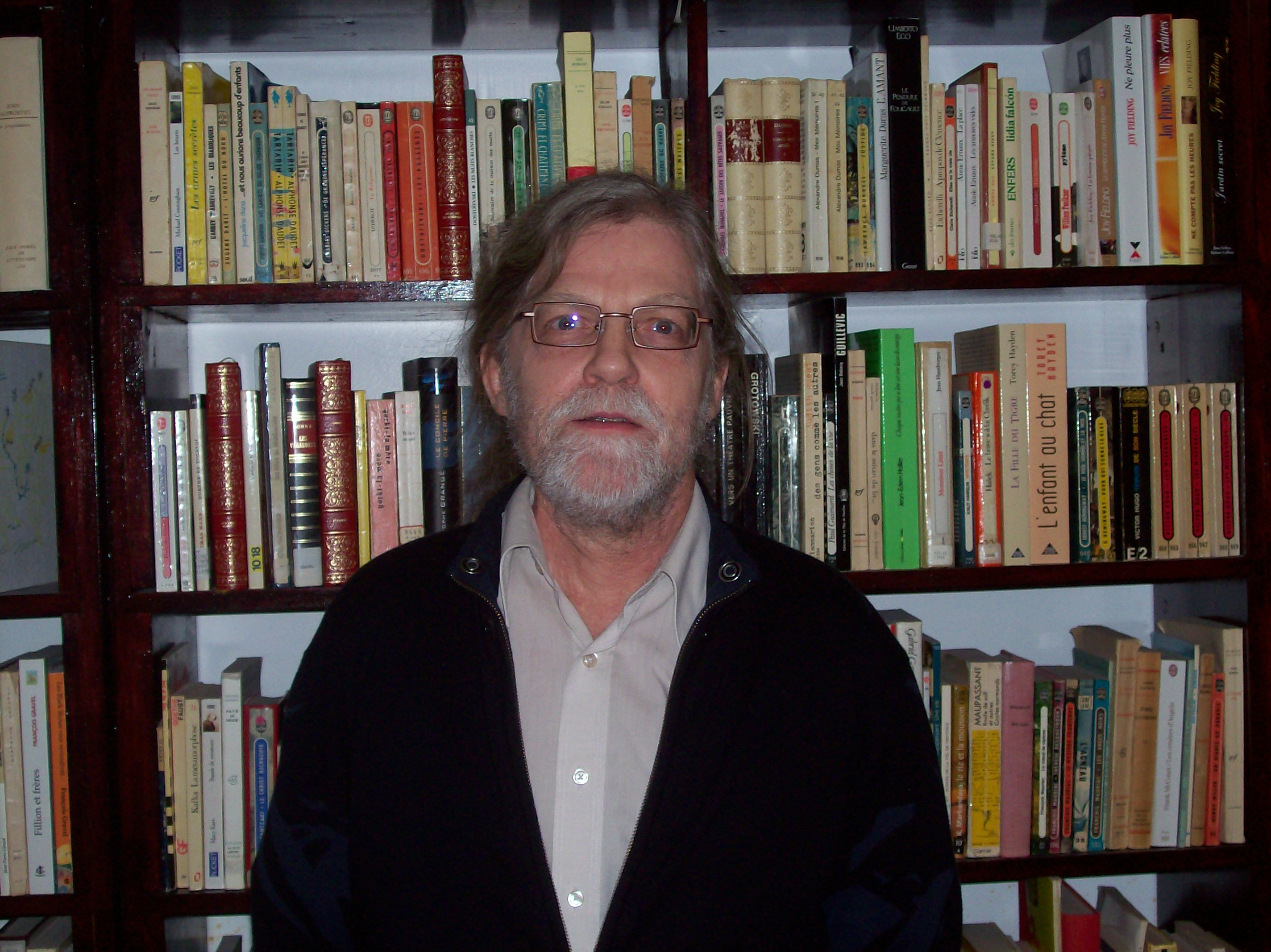
Jean-Marie Tremblay, fundador de la biblioteca digital Les Classiques des sciences sociales

Les Classiques des sciences sociales (literalment en català «les obres clàssiques de ciències socials») és una biblioteca digital de l'àmbit francòfon, amb seu a Ville de Saguenay al Quebec (Canadà), especialitzada en ciències humanes i socials, desenvolupada per voluntaris en cooperació amb la Universitat del Quebec.
Les Classiques des sciences sociales és, dins del món francòfon, una de les majors biblioteques virtuals especialitzades en humanitats i ciències socials. És també una de les biblioteques digitals més visitades, amb gairebé 28 milions de descàrregues fins al 2013, des de la seva connexió a Internet l'any 2000. Els seus arxius es troben en format de tractament de textos i lliure per a descarregar-se. L'objectiu principal de la biblioteca és promoure l'accés a l'herència intel·lectual i la cultura científica al Quebec. La biblioteca, fundada per Jean-Marie Tremblay, professor de sociologia de Cégep de Chicoutimi, ha estat implementada per voluntaris en cooperació amb la Universitat del Quebec a Chicoutimi.
El projecte de biblioteca digital aplega molts professors i investigadors, sobretot en les humanitats i les ciències socials. Està construït a partir de textos de domini públic contemporanis (de llibres, capítols de llibres, articles de revistes, etc.) distribuïts amb el permís dels autors i/o editors i obres inèdites. Ofereix diverses col·leccions amb més de 4.000 obres clàssiques i contemporànies. Tots els títols estan disponibles amb accés lliure i gratuït en format .doc, .pdf i rtf.

## Història
El 1993 el professor de sociologia Jean-Marie Tremblay començà a digitalitzar els textos clàssics de ciències socials. L'objectiu era el de donar un accés més fàcil dels autors als estudiants i difondre el treball dels investigadors.
Des de l'any 2000, la biblioteca és accessible des de la xarxa d'Internet, gràcies a la cooperació i col·laboració de la Universitat del Quebec a Chicoutimi (UQAC). Aquesta última proporciona tota la logística (llibres, préstecs, enquadernació de llibres danyats, préstecs especialitzats, suport informàtic) necessaris per al seu desenvolupament.
El 2006, Les Classiques des sciences sociales passà a convertir-se en una organització sense ànim de lucre, l'objectiu principal de la qual serà el de donar, en llengua francesa, un accés lliure, universal i gratuït a les obres de ciències socials.
El 2009, després de més de 100.000 hores de treball d'un grup nombrós de voluntaris, els temes de la biblioteca estan implementats amb aproximadament 4.000 obres en text complet, tots accessibles de franc i lliure, i ja són més de 2 milions els visitants que accedeixen als seus recursos. L'octubre de 2013 el contingut arribava a les 5500 obres de 1400 autors.
El febrer de 2013 s'incorpora a la biblioteca una nova col·lecció dedicada a les ciències naturals, amb obres amb accés lliure dels grans científics del segle XX (amb articles i escrits de Descartes, Newton, Leibniz, Darwin, Mendel i Einstein, entre d'altres).

## Reconeixements
El fundador de la biblioteca, Jean-Marie Tremblay, va rebre el títol de cavaller de l'Ordre national du Québec el 2013 i el premi al mèrit científic regional de Saguenay–Lac-Saint-Jean el 2005.